# Hans-Werner Reif
Hans-Werner Reif (* 3. Dezember 1964) ist ein ehemaliger deutscher Fußballspieler.
1983 erreichte er mit den Junioren des 1. FC Köln das Finale der deutschen A-Jugend-Meisterschaft, welches jedoch mit 0:2 Toren gegen Eintracht Frankfurt verloren wurde. Der Mittelspieler kam in seiner Zeit beim 1. FC Köln unter Trainer Rinus Michels und nach dessen Entlassung Johannes Löhr auf insgesamt achtzehn Einsätze, davon vierzehn in der Bundesliga. 1985 verabschiedete er sich aus Köln und ging in die 2. Bundesliga zu Union Solingen, wo er sich einen Stammplatz eroberte. Dennoch verließ er 1986 die Solinger wieder. Später kehrte er mit dem Wuppertaler SV als Meister der Oberliga Nordrhein noch einmal in die 2. Bundesliga zurück, kam dort aber nur noch zu drei Einsätzen.

## Vereine
- 1983–1985 1. FC Köln
- 1985–1986 Union Solingen
- 1990–1993 Wuppertaler SV

## Statistik
- Bundesliga
14 Spiele 1. FC Köln

- 2. Bundesliga
29 Spiele; 4 Tore Union Solingen
3 Spiele Wuppertaler SV

- DFB-Pokal
1 Spiel 1. FC Köln

- Europapokal der Pokalsieger; UEFA-Pokal
3 Spiele 1. FC Köln